# Gyantagubacs-ilonca

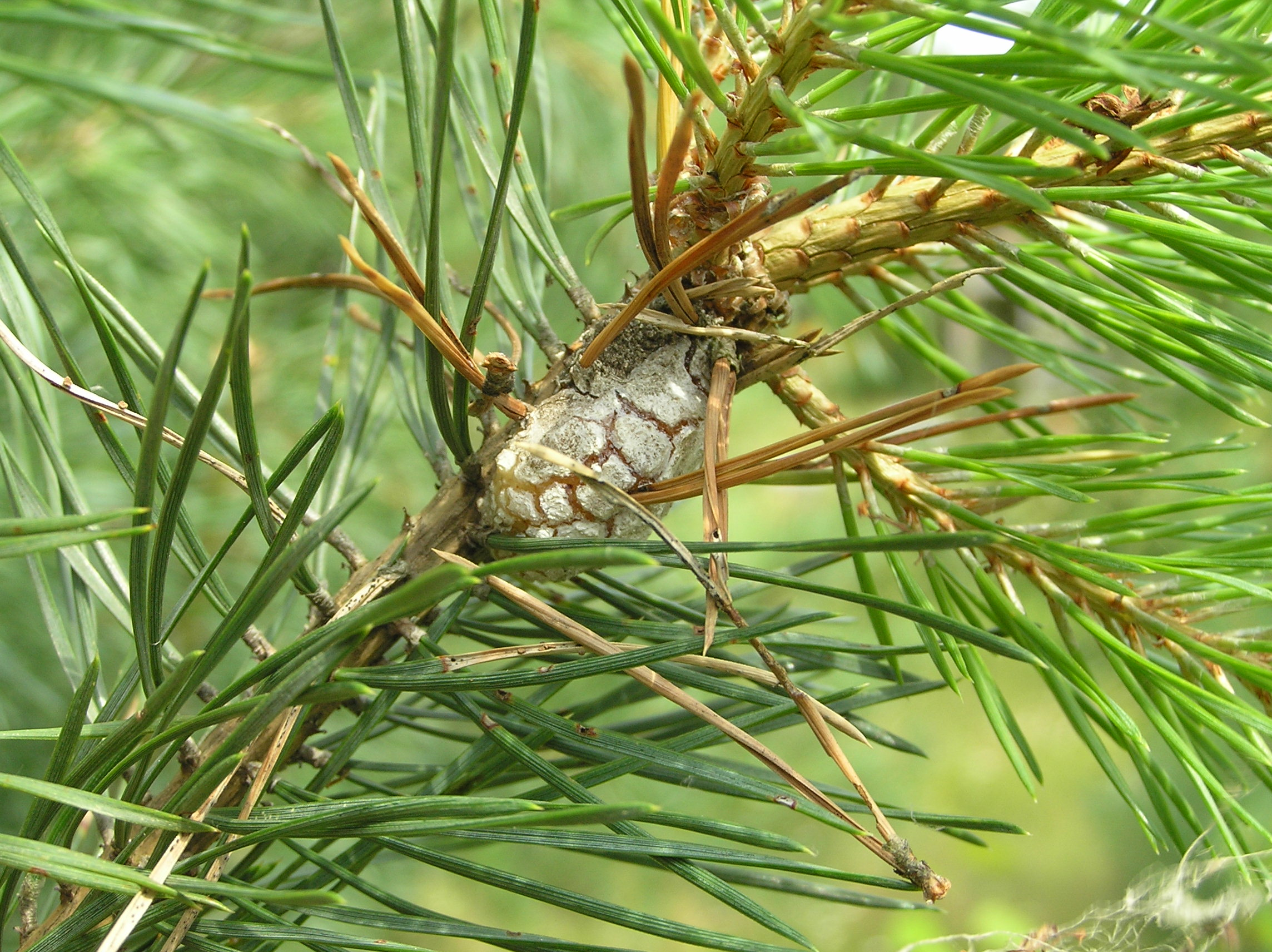
Egy gyantagubacs

A gyantagubacs-ilonca (Retinia resinella) a valódi lepkék (Glossata) alrendjébe tartozó sodrómolyfélék (Tortricidae) családjának Magyarországon is honos faja.

## Elterjedése, élőhelye
Egész Európában elterjedt. Hazánkban is megtalálható mindenütt, ahol egyetlen ismert tápnövénye, az erdeifenyő (Pinus silvestris) él.

## Megjelenése
Fekete szárnyát ezüstösen csillogó szürke hullámvonalak szelik át. A szárny fesztávolsága 15–22 mm. A vörösbarna, fekete fejű hernyó mintegy 11 mm hosszúra nő meg.

## Életmódja
A populáció egy része egy, más része két év alatt fejlődik ki. Április–májusban rajzik, és a rügykoszorú alatti rügyre rakja petéit. A kis hernyók eleinte a tűhüvelyben, majd a hajtáscsúcson, az új rügykoszorú tövében rágnak. A hernyó gyantával és ürülékkel megerősített, sátortetőhöz hasonló, fehéres szövedékcsövet készít, és ennek védelmében kezdi rágni az ágat. A cső szerepét idővel átveszi a kifolyó és „gubaccsá” duzzadó gyanta. Telelés után a hernyó tovább rág, és a gubacs végül akár diónyira is nőhet. Hazánkban a populáció nagyobbik része egyéves ciklusú, de a Dunántúlon vannak két évig fejlődő egyedek is. Ha egy ilyen gubacsát felbontjuk, a belsejében két, választófallal elkülönített kamrát találunk, amelyek egyikében a hernyó ürüléke gyűlik.

## Névváltozatok
- kormos gyantamoly[1]

## Külső hivatkozások
- Mészáros Zoltán – Szabóky Csaba: A magyarországi molylepkék gyakorlati albuma. Budapest: Agroinform. 2005.  arch Hozzáférés: 2018. április 6. (PDF)
- Brehm: Az állatok világa